# Live at the Greek Theatre 2008
Live at the Greek Theatre 2008 è il dodicesimo album live di Ringo Starr, pseudonimo di Richard Starkey, lo storico batterista dei Beatles. È stato messo in vendita a Luglio 2010, dopo essere stato annunciato sia sul sito ufficiale dei Beatles, sia sul sito ufficiale dell'artista. È stato registrato il 2 agosto 2008 al Greek Theatre di Los Angeles.

## Le canzoni
L'album contiene molte canzoni dei Beatles, nell'ordine: With a Little Help from My Friends, What Goes On, Boys, Act Naturally, Yellow Submarine, I Wanna Be Your Man e nuovamente With a Little Help from My Friends. Di queste, la terza e la quarta sono cover, mentre le altre sono tutte del duo compositivo Lennon-McCartney, che componeva le canzoni che cantava Ringo. L'unica a fare eccezione è What Goes On, accreditata a "Lennon-McCartney-Starkey. Del solo Lennon è la canzone Give Peace a Chance, la quale, prima dello scioglimento dei Beatles, è stata accreditata da John anche all'amico.
Le altre canzoni sono principalmente cantate da altri membri della band di supporto: The Stroke è cantata da Billy Squier, Free Ride da Edgar Winter, Dream Waver da Garry Wright, Pick Up the Pieces da Hamish Stuart e Who Can It Be Now da Colin Hay. Le restanti tre canzoni (Never Without You, Photograph e Oh My My) sono canzoni composte da Ringo, assieme ad altri autori, che ha registrato nel corso della sua carriera solista.

## Tracce
1. Introduction – 4:24 (John Lennon-Paul McCartney/Richard Starkey-George Harrison)
2. What Goes On – 3:48 (John Lennon-Paul McCartney-Richard Starkey)
3. The Stroke – 6:55 (Billy Squier)
4. Free Ride – 5:23 (Dan Hartman)
5. Dream Waver – 5:09 (Gary Wright)
6. Boys – 4:03 (Luther Dixon-Wes Farrell)
7. Pick up the Pieces – 6:12 (Roger Ball)
8. Act Naturally – 3:25 (Johnny Russell-Voni Morrison)
9. Yellow Submarine – 3:20 (John Lennon-Paul McCartney)
10. Never Without You – 5:26 (Richard Starkey-Mark Hudson-Gary Nicholson)
11. I Wanna Be Your Man – 3:40 (John Lennon-Paul McCartney)
12. Who Can It Be Now – 4:55 (Colin Hay)
13. Photograph – 3:56 (George Harrison-Richard Starkey)
14. Oh My My – 5:02 (Richard Starkey-Vini Poncia)
15. With a Little Help from My Friends/Give Peace a Chance – 5:18 (John Lennon-Paul McCartney)

## Formazione
- Ringo Starr: voce, batteria
- Billy Squier: voce, chitarra elettrica, basso elettrico
- Colin Hay: voce, chitarra elettrica
- Edgar Winter: voce, tastiere, sassofono
- Garry Wright: voce, tastiere
- Hamish Stuart: voce, basso elettrico, chitarra elettrica
- Gregg Bissonette: voce, batteria[1]